# Cầu Rạch Miễu 2
Cầu Rạch Miễu 2 là một cây cầu đường bộ bắc qua sông Tiền đang được thi công xây dựng nối liền hai tỉnh Đồng Tháp và Vĩnh Long thuộc vùng Đồng bằng sông Cửu Long, Việt Nam.
Cầu Rạch Miễu 2 nằm cách cầu Rạch Miễu hiện tại khoảng 3,8 km về phía thượng lưu sông Tiền. Cầu Rạch Miễu 2 và đường dẫn có tổng chiều dài 17,6 km, bắt đầu từ ngã tư Đồng Tâm (nơi giao cắt giữa Quốc lộ 1 và Đường tỉnh 870 và Đường tỉnh 878) đi theo Đường tỉnh 870 rồi vượt sông Tiền và kết thúc tại Quốc lộ 60 đoạn đường dẫn cầu Hàm Luông.
Cây cầu vượt nhánh chính của sông Tiền (nối bờ bắc với cù lao Thới Sơn) là cầu dây văng có chiều dài 1.954 m, nhịp chính dài 270 m, mặt cầu rộng 17,5 m cho 4 làn xe lưu thông. Tĩnh không thông thuyền của cầu rộng 220 m, cao 30 m, đoạn giữa cầu cao 37,5 m. Cầu thứ hai vượt nhánh phía nam của sông Tiền nối cồn Thới Sơn với tỉnh Vĩnh Long được đặt tên là Cầu Mỹ Tho dài 456 m, mặt cầu rộng 20,5 m.
Quá trình nghiên cứu, lập dự án xây dựng Cầu Rạch Miễu 2:
Từ năm 2015, khi cầu Cổ Chiên thông xe, lượng lưu thông lớn nên cầu Rạch Miễu thường xuyên ùn tắc, nhất vào ngày lễ tết do cầu dài và bề rộng hẹp. Nhưng việc mở rộng mặt cầu Rạch Miễu với kết cấu dây văng hiện hữu là không khả thi. 
Qua nhiều lần tính toán về phương thức đầu tư, nguồn vốn, tháng 6-2019, Bộ GTVT kiến nghị Thủ tướng cho phép đầu tư dự án xây dựng cầu Rạch Miễu 2 bằng nguồn vốn đầu tư công trong nước với tổng mức đầu tư dự án khoảng 4.662 tỉ đồng. 
Phương án này có thể rút ngắn được thời gian chuẩn bị đầu tư, chủ động trong việc bố trí vốn nên có thể hoàn thành công trình sớm nhất vào năm 2024. 
Theo nghiên cứu tiền khả thi, cầu Rạch Miễu 2 dự kiến xây dựng cách cầu Rạch Miễu hiện hữu 3,8km về phía thượng lưu. Cầu chính dài khoảng 1,91km với nhịp chính dây văng, quy mô 4 làn xe với bề rộng 17,5m. Tổng chiều dài toàn tuyến cầu và đường dẫn khoảng 17,59km. 
Trước đó, năm 2016 dự án cầu Rạch Miễu 2 được xem xét đầu tư bằng vốn ODA. Đến năm 2017 dự án được nghiên cứu đầu tư theo hình thức BOT. 
Nhưng qua tính toán phương án đầu tư xã hội hóa không khả thi khi cầu Rạch Miễu và Cổ Chiên đang thu phí với 2 trạm thu phí cách nhau 40km.  
Trường hợp đầu tư cầu Rạch Miễu 2 bằng BOT sẽ xung đột lợi ích với nhà đầu tư cầu Rạch Miễu hiện tại, làm mất tính khả thi tài chính dự án cầu Rạch Miễu…
Do đó nên dự án xây dựng Cầu Rạch Miễu 2 và đường dẫn đã được Bộ Xây Dựng (Bộ Giao Thông Vận Tải cũ) phê duyệt nguồn vốn đầu tư từ ngân sách Trung ương. Cầu được khởi công xây dựng vào ngày 29 tháng 3 năm 2022. Đến khi hoàn thành và khánh thành vào ngày 19 tháng 8 năm 2025 thì tổng chi phí xây dựng đã lên đến 6810.11 tỷ đồng, nguyên nhân là do chi phí khâu giải phóng mặt bằng (giá nhà đất) ở tuyến đường dẫn Cầu Rạch Miễu 2 tăng cao ở 2 địa phương, đặc biệt là tuyến đường dẫn bên phía xã Bình Đức, huyện Châu Thành, tỉnh Tiền Giang.